# Reidar T. Larsen
Reidar Toralf Larsen (* 8. Oktober 1923 in Lillehammer; † 16. Februar 2012 ebenda) war ein norwegischer Journalist, von 1965 bis 1975 Vorsitzender der Kommunistischen Partei (NKP) und Vorstandsmitglied der Sosialistisk Venstreparti (SV).

## Leben

### Ausbildung
Nach dem Schulbesuch war Larsen zwischen 1941 und 1945 als Fabrikarbeiter in Lillehammer beschäftigt und besuchte daneben zwischen 1943 und 1946 ein Handelsgymnasium. Daneben war er von 1945 bis 1946 Journalist bei der Tageszeitung Dagningen und begann danach ein Studium an der Volkshochschule (Folkehøgskole) in Sørmarka.

### NKP
Nach dem Ende des Zweiten Weltkrieges begann er sein politisches Engagement und war von 1945 bis 1947 Mitglied des Stadtrates von Lillehammer. Zugleich war er von 1946 bis 1948 Redakteur bei Unge Viljer und Avantgarden, den Zeitungen des Jugendverbandes der Kommunistischen Partei (Norges Kommunistiske Ungdomsforbunds). Nach der Absetzung von Peder Furubotn wurde er 1949 Vorsitzender der NKU und behielt diese Funktion, bis er 1953 Redaktionssekretär bei Friheten, der Parteizeitung der NKP, wurde. Zwischen 1959 und 1965 war er schließlich Redakteur bei Friheten.
1965 wurde Larsen Nachfolger von Emil Løvlien als Vorsitzender der NKP und behielt diese Funktion zehn Jahre lang bis 1975. Anfang der 1970er Jahre gehörte er zu den Initiatoren des Sosialistisk Valgforbund, einem aus NKP, Sosialistisk Folkeparti (SF) und Demokratiske Sosialister (AIK) gebildeten Wahlbündnis für die Abstimmung über den Beitritt Norwegens zur Europäischen Wirtschaftsgemeinschaft (EWG) im Jahr 1972 sowie zur Parlamentswahl in Norwegen 1973. 
Bei der Wahl vom 10. September 1973 erzielte des Wahlbündnis 11,2 Prozent der Wählerstimmen und errang damit 16 der 155 Mandate im Storting, in dem Larsen bis 1977 den Wahlkreis Hedmark vertrat. Während seiner Zugehörigkeit zum Parlament war er Mitglied im Ausschuss für Industrie, im Wahlausschuss und stellvertretendes Mitglied im Auswärtigen Ausschuss.

### Sosialistisk Venstreparti
1975 trat Larsen als Vorsitzender der NKP zurück und wurde kurz darauf Mitglied der Sosialistisk Venstreparti (SV), in dessen Hauptvorstand er zwischen 1975 und 1982 Mitglied war. Zuletzt war Larsen als Nachfolger von Berge Furre zwischen 1976 und 1977 auch Vorsitzender der Fraktion des Sosialistisk Valgforbund im Storting. 1999 trat er aus der SV aus, nachdem sie den Militäreinsatz der NATO im ehemaligen Jugoslawien unterstützt hatte.

### Spätere Jahre
Nach seinem Ausscheiden aus dem Storting war Larsen zwischen 1978 und 1987 Pressesprecher des Verbraucherschutzbeauftragten und im Anschluss bis 1991 Leiter des Verbraucherschutzbüros in Østfold. Daneben war er zwischen 1989 und 1991 Vorstandsmitglied der Naturschutzorganisation Naturvern in Østfold und von 1990 bis 1994 Vorsitzender des Ortsvereins der EU-Gegner in Østfold.